# Musée départemental Georges-de-La-Tour
Le musée départemental Georges de La Tour est un musée d'art ouvert en 2003 à Vic-sur-Seille en Moselle, ville natale du peintre Georges de La Tour. Il est doté d’une collection qui parcourt la peinture européenne du XVIIe au début du XXe siècle.

## Histoire
Dès 1996, en accord avec la commune de Vic-sur-Seille, le département de la Moselle a souhaité créer un musée afin d’y présenter notamment l’œuvre de Georges de la Tour, Saint Jean-Baptiste dans le désert. Cette œuvre, conservée chez un particulier à Paris a été découverte en 1993 dans une exposition précédant une vente sans catalogue à l’hôtel Drouot. L’œuvre en fût alors retirée, puis interdite de sortie du territoire français. Elle est enfin déclarée trésor national. Passé à nouveau en vente publique à Monaco, chez Sotheby's, le 2 décembre 1994, le tableau est préempté par l’État pour le compte du département de la Moselle.
Il était prévu dans un premier temps d’installer ce musée dans l’hôtel de la Monnaie fraîchement rénové. Mais une donation de 82 peintures du XVIIe au XIXe siècle, faite en 1998 par Jacques et Guy Thuillier, divers dépôts et une politique d’acquisition ambitieuse ont rendu le projet irréalisable dans ce bâtiment devenu trop exigu pour abriter la totalité des collections et réaliser le programme scientifique défini.
Le musée a donc vu le jour dans une architecture contemporaine, à l’emplacement d’une maison de ville du XVIIIe siècle. Les travaux ont débuté en juillet 2001, place Jeanne-d’Arc. Le projet architectural a été confié au cabinet d’architecture de Vincent Brossy.
Ce musée a ouvert pour la première fois ses portes au public le samedi 14 juin 2003.

## Architecture
Lors de la construction du musée, la structure extérieure de l’ancien bâtiment a été conservée avec ses ouvertures et sa niche d’angle ; elle a cependant été rehaussée d’un niveau afin de permettre le développement de cinq plateaux d’exposition desservis par un escalier en enfilade latéral. Le toit du musée est couvert d’ardoises pour être en harmonie avec les bâtiments de référence de Vic-sur-Seille, dont l’église des Carmes.
Compte tenu du bâtiment et de la nature des collections accueillies, les architectes ont choisi de reconstituer l’esprit et les volumes d’un cabinet de collectionneur. Le rez-de-chaussée abrite l’accueil, la billetterie et la boutique ainsi qu’une salle d’exposition temporaire. Dans ce musée, 960 m2 sont dévolus à l’exposition des œuvres. Les étages supérieurs accueillent les collections de peinture, par ordre chronologique à mesure que l'on monte, tandis que les collections archéologiques relatives à l'histoire locale sont exposées au sous-sol.

## Collections
Le musée possède un riche fonds de tableaux du XVIIe siècle jusqu'au début du XXe siècle, qui résume fidèlement l'héritage de de La Tour et de son clair-obscur : 
- la peinture du XVIIe siècle au premier étage (Georges de La Tour, Jacques de Létin, Jacques Blanchard, Cesare Dandini, Le Dominiquin, Meiffren Conte, Charles Le Brun, Matthieu Le Nain, Madeleine Boullogne, Jacques Stella) ;
- le paysage et la peinture du XVIIIe siècle au deuxième étage (Sebastiano Ricci, Pierre-Henri de Valenciennes, Jan Frans van Bloemen, Jean-Bernard Restout, Joseph-Marie Vien) ;
- la peinture romantique et la période du XIXe siècle au début du XXe siècle au troisième étage, sous la verrière (Camille Corot, Paul Baudry, Eugène Isabey, Paul Delaroche, Léon Bonnat).

Les collections de Vic-sur-Seille sont développées en sous-sol, référence aux fondations de la terre natale de Georges de La Tour : ce sont notamment des collections archéologiques retraçant l'histoire de cette cité, où se trouve également le château des évêques qui accueillit les évêques de Metz.
L'œuvre majeure du musée est le Saint Jean-Baptiste dans le désert de Georges de La Tour découvert en 1993, reconnu comme une œuvre majeure, qui montre Saint Jean-Baptiste, maigre adolescent appuyé sur une croix de bois et autour duquel s'organisent toutes les collections. Le musée abrite une autre œuvre de la main de de La Tour, un Profil de femme acquis en juin 2004 et qui est peut-être une partie d'une composition plus grande aujourd'hui perdue selon François-Georges Pariset.

Tableaux de Georges de La Tour au musée
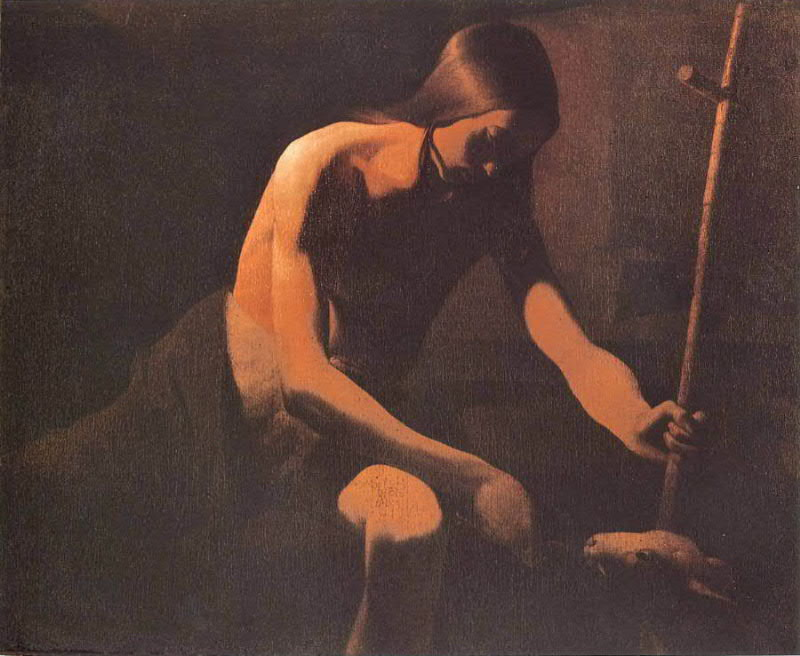
Saint Jean-Baptiste dans le désert, Georges de La Tour, vers 1651.
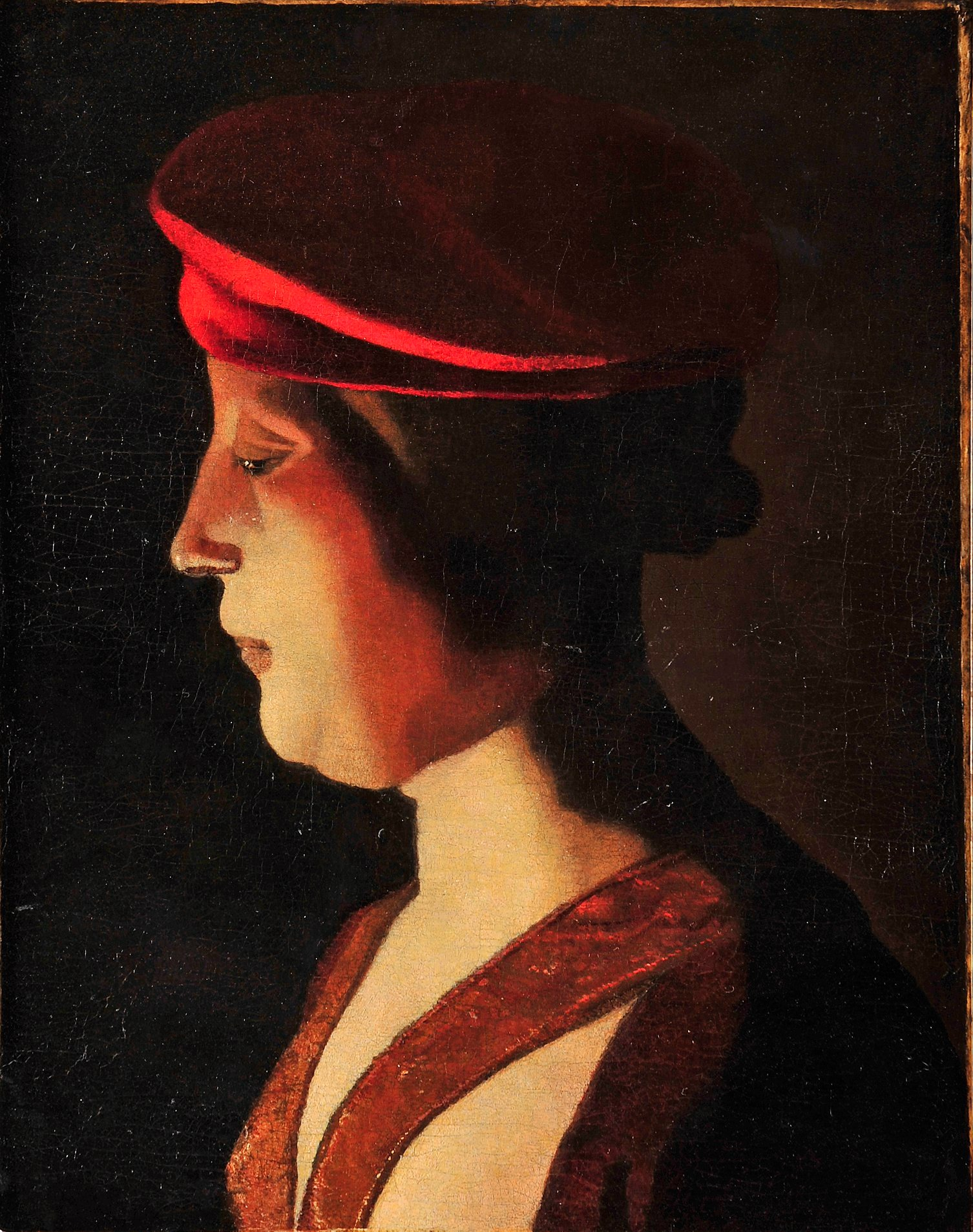
Profil de femme.
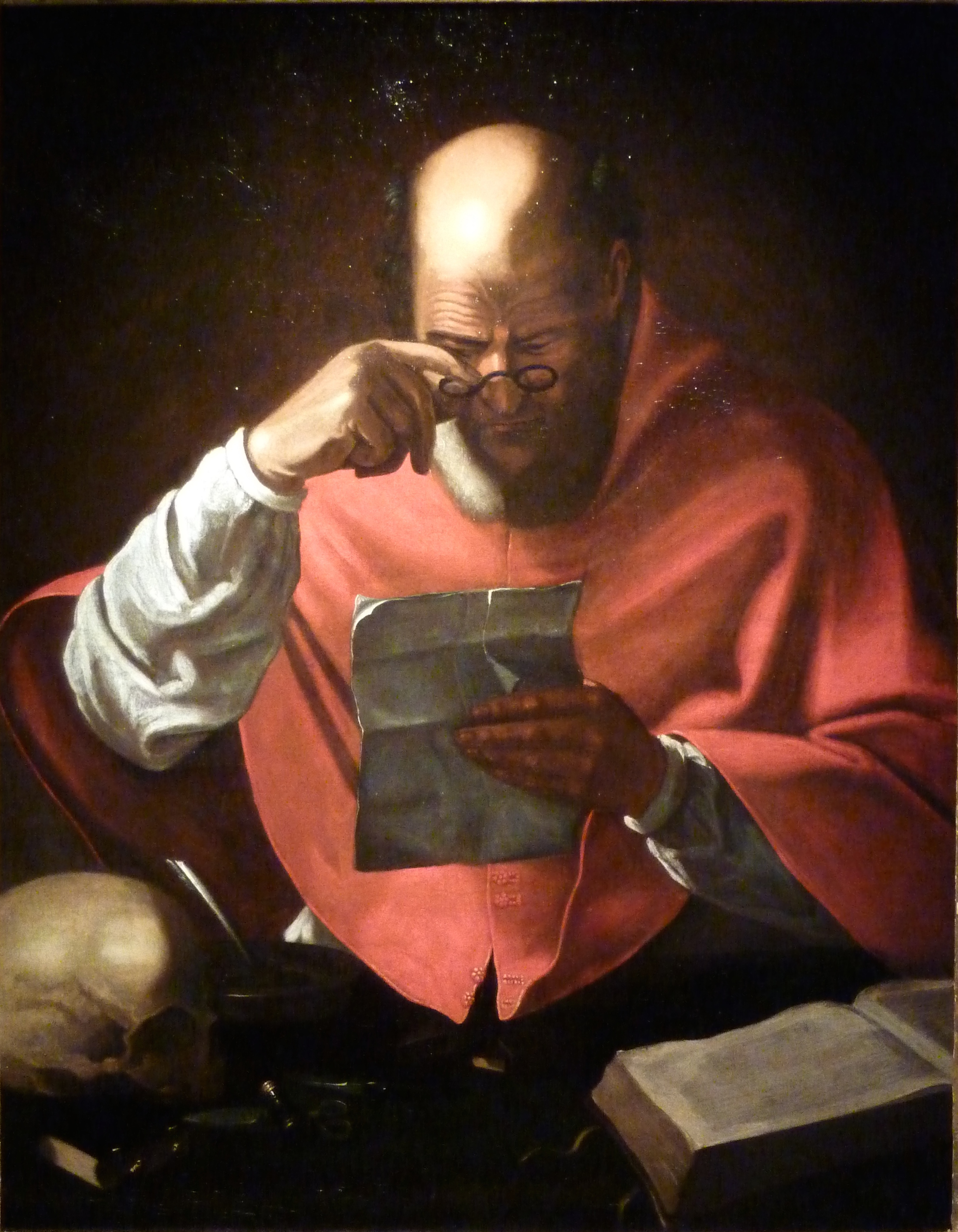
Saint Jérôme lisant.

Tableaux d'autres peintres au musée
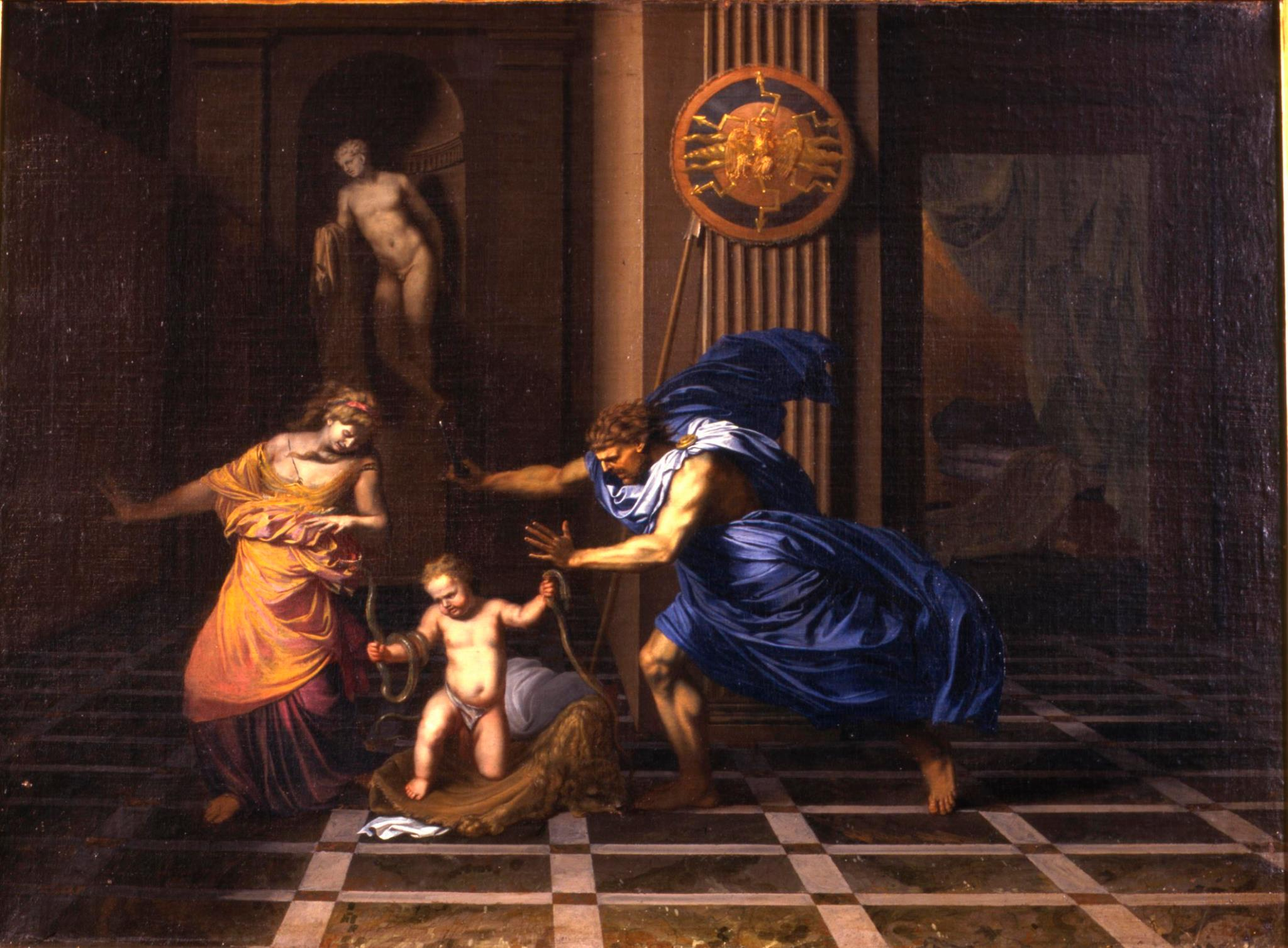
Bertholet Flémal, L'Enfance d'Hercule.
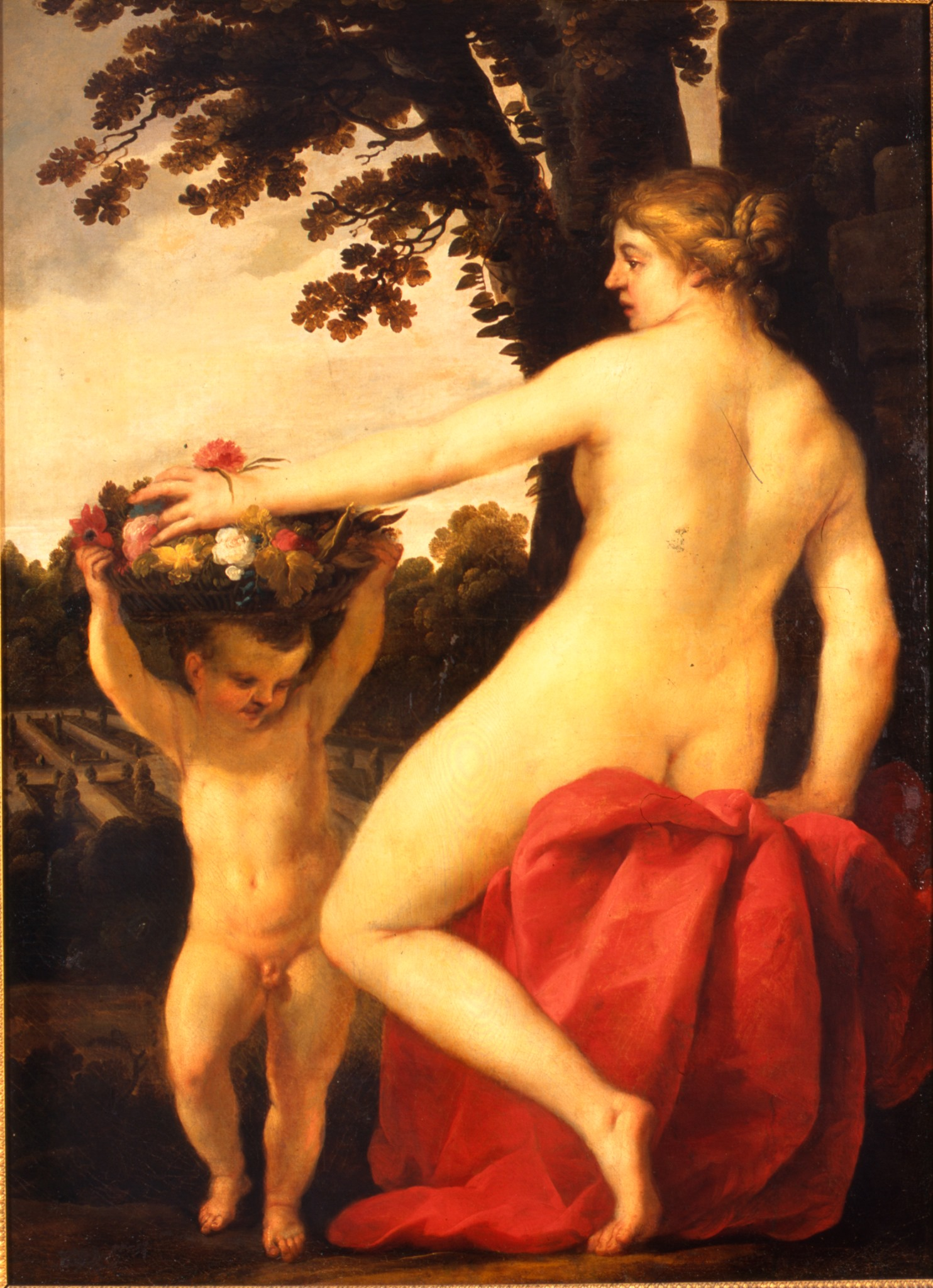
Jacques Blanchard, Flore.
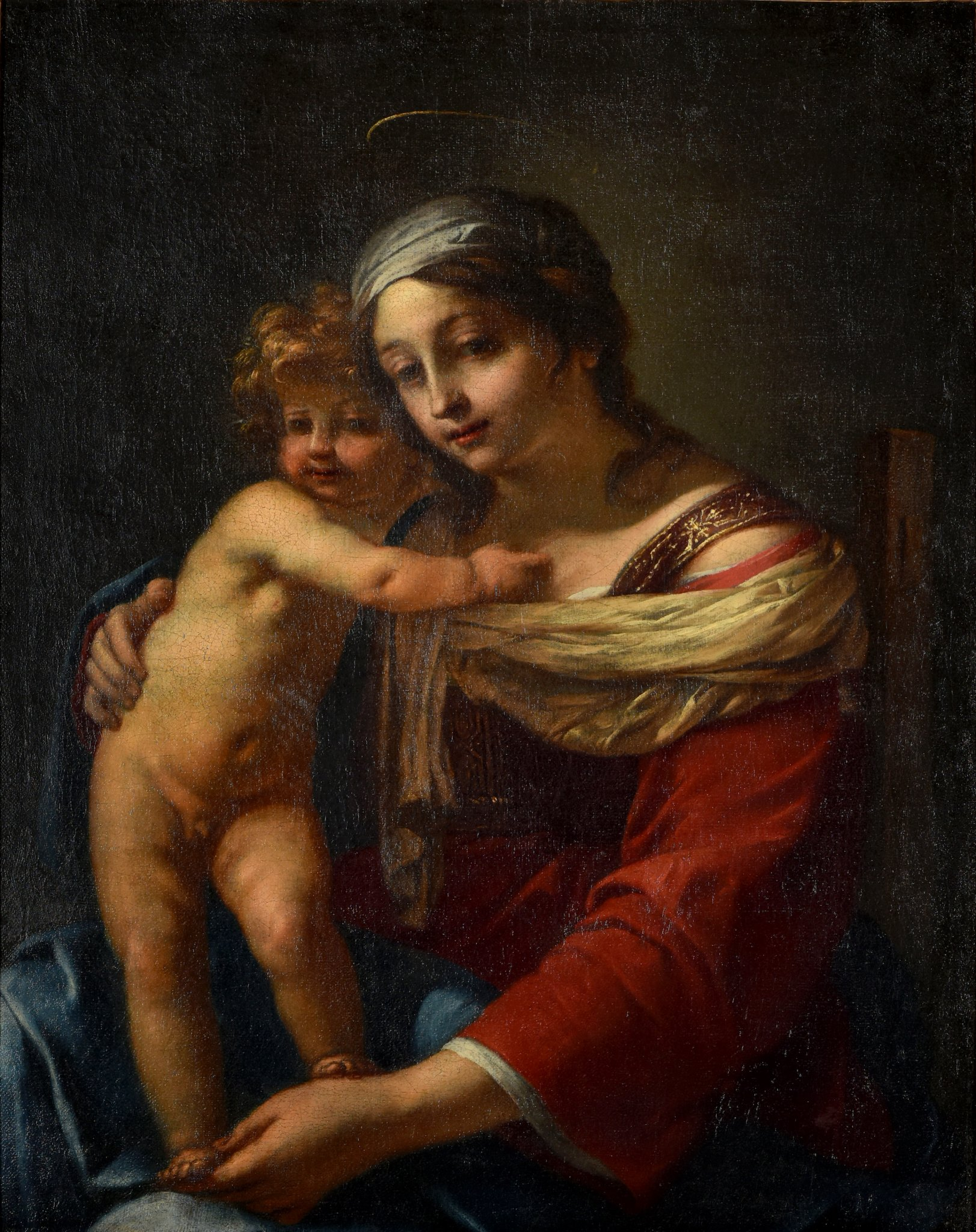
Jacques Blanchard, La Vierge et l'Enfant.
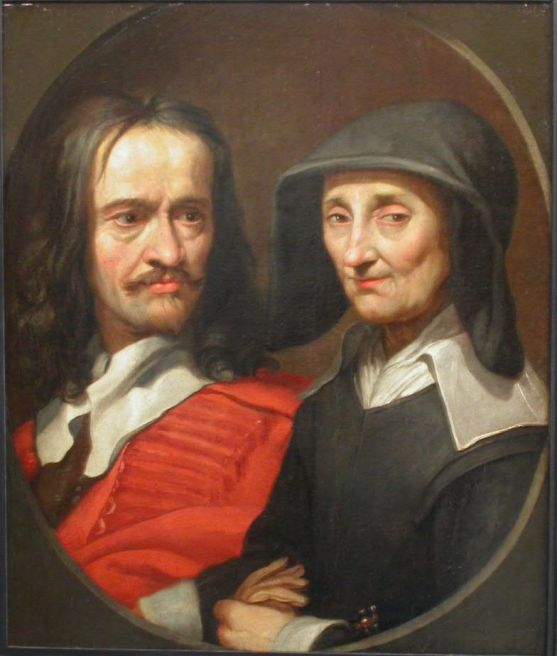
Jacques Stella, Autoportrait avec sa mère.

## Expositions
Le Conseil départemental de la Moselle a présenté plusieurs expositions au musée Georges-de-La-Tour. Du 5 mai au 30 août 2009, l’exposition « Émile Gallé, nature et symbolisme, influences du Japon », organisée par le Conseil général de la Moselle, rassemble une collection de quelque 150 pièces du fondateur de l’École de Nancy : 47 céramiques, une trentaine de dessins préparatoires… Certaines pièces majeures proviennent pour l’essentiel de grands musées japonais et européens et sont exposées pour la première fois en Lorraine.
Du 22 mai au 26 septembre 2010 : exposition « Camille Hilaire, du trait à la lumière ».
Du 31 octobre 2010 au 20 mars 2011 : exposition « Céramique japonaise, sobriété et irrégularité ».
Du 5 juillet au 2 octobre 2016, le musée accueille l’exposition Saint Joseph charpentier et Saint Jean-Baptiste dans le désert. Le tableau de Georges de la Tour Saint Jean-Baptiste dans le désert ayant été prêté pour l’hiver au musée du Prado à Madrid, revient à Vic-sur-Seille, accompagné d’une autre œuvre emblématique du peintre, Saint Joseph charpentier, prêtée par le musée du Louvre.

## Tourisme
Le musée, site Moselle Passion du Conseil départemental de la Moselle, bénéficie du label officiel français Musée de France et fait partie du réseau des Grands sites de Moselle. Le site est accessible en transport en commun seulement en période scolaire.

## Publications
- Catherine Bourdieu-Weiss, Jean-Pierre Cuzin et Gabriel Diss, Catalogue des peintures, Metz, Conseil général de la Moselle et Serge Domini, 2003, 127 p. (ISBN 2-912645-54-9) ; rééd. augmentée : Catherine Bourdieu-Weiss, Jean-Pierre Cuzin, Gabriel Diss, Claudia Salvi, Laurent Thurnherr, Stéphane Rouvet, 2011, 252 p.  (ISBN 978-2-35475-040-4).
- Gabriel Diss, Jean-Denis Laffite, Laurent Olivier et Geoffroy Woerther, Les collections historiques et vicoises, Metz, Conseil général de la Moselle et Serge Domini, 2003, 127 p. (ISBN 2-912645-53-0).
- Philippe Hoch, Le Musée de Vic-sur-Seille, chronique d'une renaissance : De l'hôtel de la Monnaie au musée départemental Georges de La Tour, Metz et Ars-sur-Moselle, Conseil général de la Moselle et Serge Domini, 2010, 111 p. (ISBN 978-2-35475-030-5).
- Catalogues d'expositions :

- Art sacré & patrimoine (exposition, juin 2004), Metz, Serpenoise, 2004, 175 p. (ISBN 2-87692-634-2).
- Gabriel Diss et Laurent Turnherr, Un cabinet imaginaire, natures mortes et vanités du XVIIe siècle (exposition, 10 mai – 4 septembre 2005), Brême, Carl Schünemann, 2005, 44 p. (ISBN 3-7961-1863-1).
- Jean-Denis Laffite, Le château des évêques de Metz à Vic-sur-Seille (exposition, 12 octobre 2008 – 22 février 2009, organisée avec l'INRAP), Metz, Serpenoise, 2008, 64 p. (ISBN 978-2-87692-777-3).
- Sandrine Herman, Jacques de Bellange, la magie du trait (exposition, 4 mai – 31 août 2008, ainsi qu'au Musée lorrain à Nancy, 1er semestre 2009), Milan, Silvana, 2008, 77 p. (ISBN 978-88-366-1109-6).
- François Le Tacon, Émile Gallé : Nature et symbolisme, influences du Japon (exposition, 5 mai – 30 août 2009), Ars-sur-Moselle, Serge Domini, 2009, 142 p. (ISBN 978-2-35475-010-7).
- Christophe Berteaux, Gabriel Diss et Marie Gloc, Hilaire, du trait à la lumière (exposition, 22 mai – 26 septembre 2010), Metz, Serge Domini, 102 p. (ISBN 978-2-35475-024-4).
- Christine Tourneux, Céramique japonaise : Sobriété et irrégularité (exposition, 31 octobre 2010 – 20 mars 2011), Milan, Silvana, 2010, 95 p. (ISBN 978-88-366-1819-4).
- Camille Maisse, Laurent Thurnherr et Gudrun Fritsch, Käthe Kollwitz : La vérité des sens (exposition, 10 juin – 2 septembre 2012), Saint-Étienne, IAC éd. d'art, 2012, 125 p. (ISBN 978-2-916373-56-0).
- Dimitri Salmon, Saint Jérôme & Georges de La Tour (exposition, 1er septembre – 20 décembre 2013, organisée avec le musée du Louvre), Saint-Étienne, IAC éd. d'art, 2013, 269 p. (ISBN 978-2-916373-66-9).
- Philippe Hoch et Claire Meunier, Visages d'Alain Brizzi (exposition, 18 septembre – 12 décembre 2021, ainsi qu'au musée de la Cour d'Or à Metz, 18 septembre – 30 décembre 2021), Milan, Silvana, 2021, 95 p. (ISBN 978-88-366-5039-2).